# Tycho (cratère)
Pour les articles homonymes, voir Tycho.
Tycho est un cratère  d'impact situé dans les montagnes lunaires du sud, qui porte le nom de l'astronome danois Tycho Brahe. Il s'agit d'un cratère relativement jeune : il remonte à 107 millions d'années d'après des estimations effectuées sur des échantillons de roches éjectées du cratère ramenées  par la mission Apollo 17. Il a été suggéré qu'il pourrait avoir été créé par la famille d'astéroïdes (298) Baptistina qui serait également responsable de l'extinction des dinosaures sur Terre. Cependant, des données du Wide-field Infrared Survey Explorer ont montré en 2011 que cette famille d'astéroïdes ne s'était formée qu'il y a environ 80 millions d'années, contredisant cette hypothèse.

## Caractéristiques
Le cratère comporte des contours bien définis contrairement aux cratères plus anciens qui sont modifiés par des impacts postérieurs. Lorsque le Soleil est à l'aplomb du cratère, son intérieur se caractérise par un albédo élevé. Le cratère est également remarquable par l'existence de rayons partant de son centre et situés à l'extérieur qui se prolongent sur 1 500 km et qui sont constitués de matière éjectée au moment de l'impact.
Le cratère a un diamètre de 82 km et ses bords s'élèvent à 4,7 km au-dessus du niveau du plancher (intérieur). Au centre du cratère se trouve un pic qui se dresse 2 km au-dessus du plancher.
Au sud-ouest de Tycho, le troisième plus grand cratère (245 km de diamètre alors que Bailly en fait 287) de la face visible de la lune, Clavius, a une profondeur de 3,5 km. Ce cratère nectarien est particulièrement recouvert par les éjectas qui ont formé le bassin Imbrium. Parmi d'autres cratères situés à proximité de Tycho, Kepler, Maginus et Deluc.

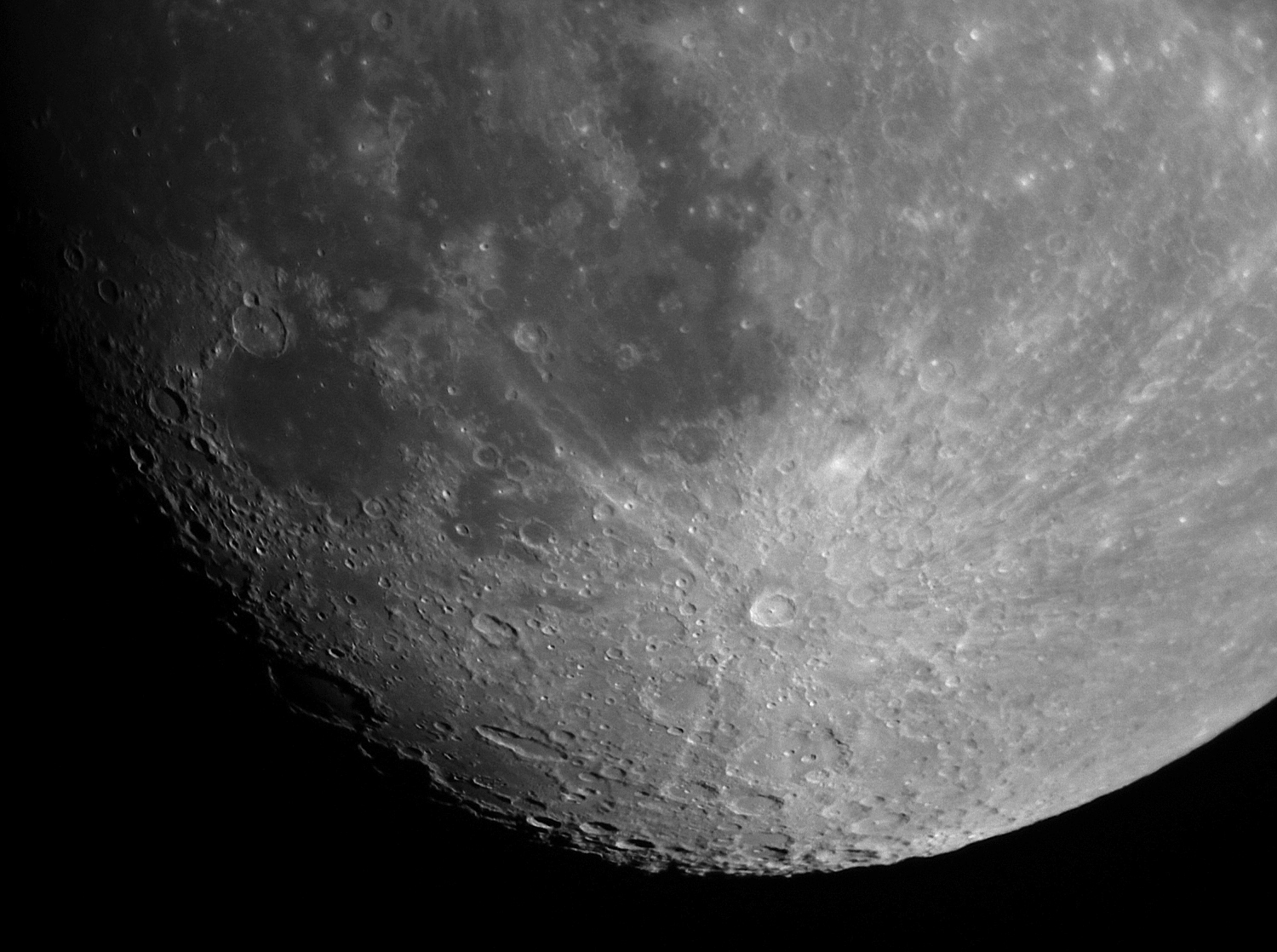
La matière éjectée au moment de l'impact forme un ensemble de rayons à l'extérieur du cratère.
Pic central de Tycho photographié par la sonde LRO.

## En fiction
Le cratère est parmi les plus mentionnés dans la science-fiction :
- Autour de la Lune, Jules Verne (1870) : un chapitre est nommé « Tycho » où le cratère est décrit.
- Il arrive que ça saute, Robert A. Heinlein (1940) : l'explosion d'une centrale atomique y aurait exterminé la vie sur la Lune.
- Les Épaves de Tycho, Clifford D. Simak (1961).
- Révolte sur la Lune, Robert A. Heinlein (1966).
- 2001 : L'Odyssée de l'espace, Arthur C. Clarke (1968) : le cratère est la source de l'« anomalie magnétique de Tycho numéro 1 ».
- L'amour ne s'achète pas (1987) : Cindy remarque Tycho en regardant à travers un télescope lors de son dernier rendez-vous avec Ronny dans le cimetière d'avions.
- Star Trek : Premier Contact (1996) : Tycho est devenu une métropole lunaire au XXIVe siècle.
- Terraforming Earth, Jack Williamson (2001) : une installation autonome située dans le cratère est contrôlée par un robot visant à redonner vie à la Terre, morte après qu'un astéroïde ait stérilisé la biosphère.
- The Expanse (années 2010-20) : la station Tycho est le siège de la compagnie Tycho, entreprise spécialisée dans la construction de bâtiments de grande envergure à travers le Système solaire.
- Ad Astra (2019) : le cratère Tycho est occupé par une grande base lunaire opérée par le United States Space Command. C'est une petite ville où plusieurs entreprises terrestres ont leur adresse, dont la chaîne de restaurants Applebee's, la compagnie aérienne Virgin Atlantic et la société de livraison de colis DHL. Elle possède un métro.
- Capitaine Flam : Tycho est la base lunaire et l'endroit où a grandi le capitaine Flamme.